# Изложба графике, цртежа, акварела и пастела (1950)
Изложба графике, цртежа, акварела и пастела се одржала у октобру 1950. године у Галерији Удружења ликовних уметника Србије у Београду.

## Оцењивачки одбор
Оцењивачки одбор су чинили:
- Ђорђе Андрејевић Кун
- Иван Табрановић
- Винко Грдан
- Љубица Сокић
- Бранко Шотра
- Антон Хутер
- Матија Зламалик

## Излагачи
1. Даница Антић
2. Милош Бајић
3. Бојана Бекљанов
4. Михаил Беренђија
5. Петар Бибић
6. Миодраг Божиновић
7. Вера Поповић Божичковић
8. Косара Омчикус Бокшан
9. Ђорђе Бошан
10. Павле Васић
11. Бета Вукановић
12. Бошко Вукашиновић
13. Оливера Вукашиновић
14. Живан Вулић
15. Слободан Гавриловић
16. Оливера Галовић
17. Милош Гвозденовић
18. Мира Глишић
19. Радмила Граовац
20. Бора Грујић
21. Радмила Ђорђевић
22. Јован Ерић
23. Маша Живкова
24. Мате Зламалик
25. Јован Зоњић
26. Ксенија Илијевић
27. Јозо Јанда
28. Спасоје Јараковић
29. Љубинка Михајловић Јовановић
30. Гордана Јовановић
31. Младен Јосић
32. Вера Јосифовић
33. Драгољуб Кажић
34. Првослав Караматијевић
35. Радивој Кнежевић
36. Јован Кратохвил
37. Ђорђе Крекић
38. Јован Кукић
39. Иванка Лукић
40. Светолик Лукић
41. Зоран Миленковић
42. Душан Миловановић
43. Предраг Милосављевић
44. Бата Михаиловић
45. Предраг Михаиловић
46. Раденко Мишевић
47. Душан Мишковић
48. Фрањо Мраз
49. Миливој Николајевић
50. Петар Омчикус
51. Лепосава Павловић
52. Живка Пајић
53. Јефто Перић
54. Јелисавета Петровић
55. Зоран Петровић
56. Слободан Петровић
57. Васа Поморишац
58. Ђорђе Поповић
59. Мирко Почуча
60. Божидар Продановић
61. Михајло Протић
62. Миодраг Протић
63. Иван Радовић
64. Влада Радовић
65. Цветко Радовић
66. Сава Рајковић
67. Душан Ристић
68. Љубица Сокић
69. Бранко Станковић
70. Сретен Стојановић
71. Драгослав Стојановић
72. Живко Стојсављевић
73. Светислав Страла
74. Иван Табаковић
75. Вера Ћирић
76. Милорад Ћирић
77. Коста Хакман
78. Сабахадин Хоџић
79. Антон Хутер
80. Миленко Шербан
81. Илија Шобајић